# Materia e forma sacramentali
Secondo san Tommaso d'Aquino, dottore della Chiesa, i Sette Sacramenti possono essere descritti in termini di materia e forma sacramentali. 

## Storia
La distinzione fra forma e materia sacramentali fu proposta negli scritti di Guglielmo d'Auxerre e di san Tommaso d'Aquino. Ad esempio, la materia per il sacramento del Battesimo è l'acqua; la materia per il Sacramento della Santa Eucaristia sono le specie del pane e del vino.
La forma di un sacramento consiste nelle parole mediante le quali esso si compie. San Tommaso d'Aquino riteneva che la forma del sacramento della Penitenza fossero le parole "Io ti assolvo".
Nel caso del matrimonio, la materia non sono le fedi nuziali, bensì gli stessi sposi e la forma è l'assenso reciproco a sposare l'altro. I ministri del Sacramento sono gli sposi stessi che, in circostanze eccezionali di impedimento, possono sposarsi l'uno con l'altro anche in assenza di un sacerdote celebrante.
Al riguardo, il Catechismo del Concilio di Trento recita: «Ogni Sacramento consiste di due cose, la materia, che si chiama elemento, e la forma, che comunemente si chiama parola».

## Materia e forma
Il termine "materia" dovrebbe essere inteso in senso lato per indicare ciò che sta alla base del Sacramento in modo simile al modo in cui la materia sta alla base della sostanza. Ad esempio, i tre atti del penitente sono considerati come la materia del sacramento della Penitenza: pentirsi dei propri peccati, confessarli a parole e voler adempiere alla penitenza assegnata.
In secondo luogo, la forma del sacramento può assumere connotazioni significativamente diverse nei diversi riti della Chiesa. Così, ad esempio, sebbene san Tommaso ritenesse che la forma del sacramento della Cresima fosse "Ti segno con il segno della croce...", il rito bizantino usa la forma "Il segno del sigillo dello Spirito Santo”.
Nel caso dell'Eucaristia, le due specie conservano i propri accidenti anche riguardo alla deperibilità: il pane, se non è opportunamente conservato, produce vermi, mentre il vino, se esposto lungamente al fuoco, bolle.